# Josh Roberts
Josh Roberts (Kingston, 15 luglio 1999) è un cestista statunitense.